# Panurgus platymerus
Panurgus platymerus là một loài Hymenoptera trong họ Andrenidae. Loài này được Pérez mô tả khoa học năm 1895.